# Campus Risbergska
Das Campus Risbergska ist ein Bildungszentrum mit Gymnasium in der schwedischen Stadt Örebro. Angeboten werden Kurse für die Grundschule und die Sekundarstufe II sowie Schwedischkurse für Einwanderer, Berufsausbildung und Programme für Menschen mit geistigen Einschränkungen.

## Geschichte
Die Schule wurde 1863 von Emilie Risberg (1815–1890) als Örebro Grundschule für Mädchen gegründet und hatte ursprünglich ihren Sitz im Stadtzentrum. Bis 1962 besuchten nur Schülerinnen die Schule. In den 1970er Jahren entstand im Stadtteil Västhaga am Stadtrand ein Neubau. Seit 2017 hat die Schule den jetzigen Namen. Seitdem ist sie eine Einrichtung der Erwachsenenbildung und richtet sich an Schüler, die über 20 Jahre alt sind.

### Amoklauf am 4. Februar 2025

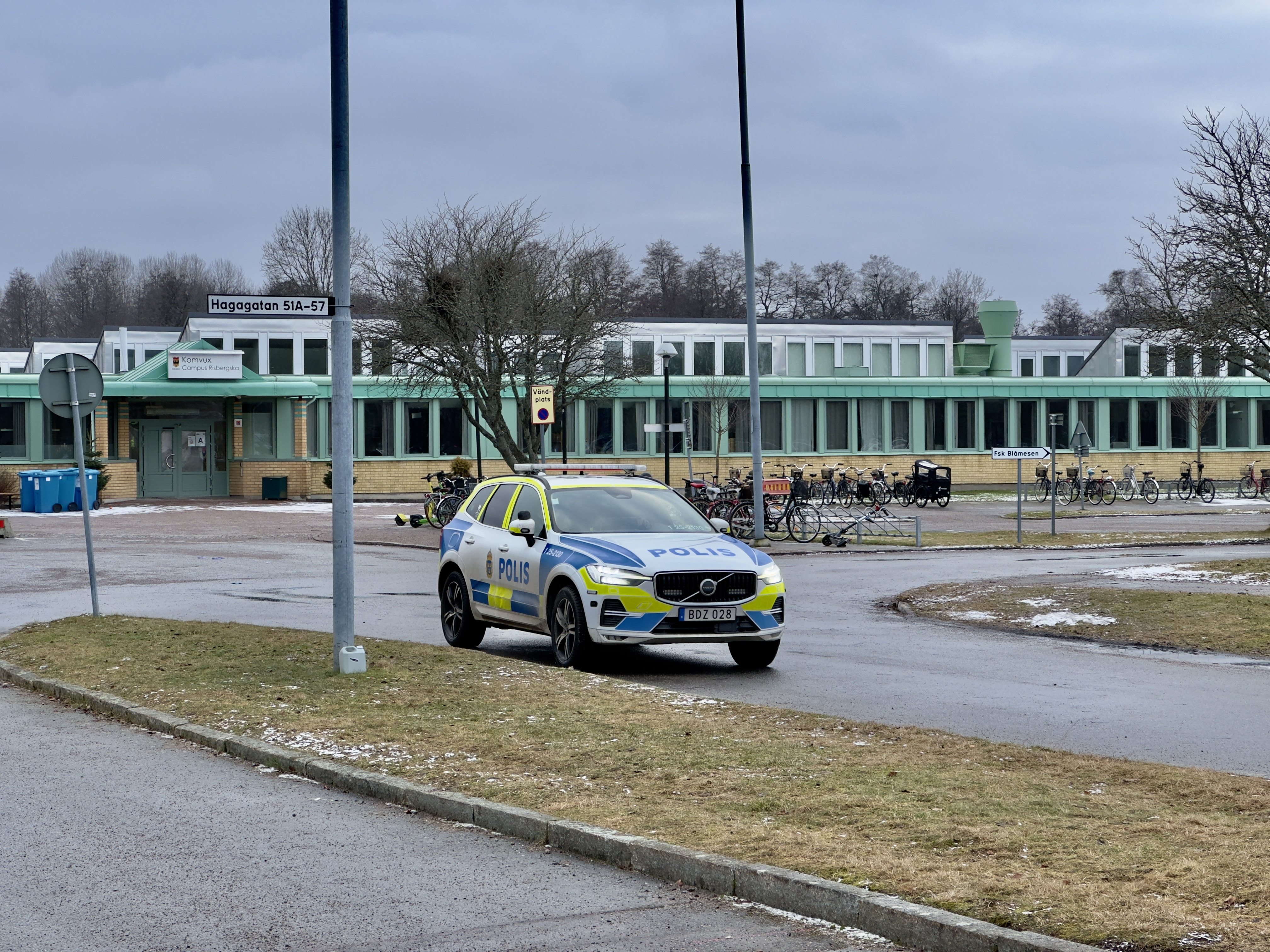
Polizeifahrzeug vor Gebäuden des Campus Risbergska nach dem Amoklauf, 2025

In den Mittagsstunden des 4. Februar 2025 ereignete sich im Bildungszentrum der Amoklauf von Örebro. Der 35-jährige Rickard Andersson erschoss elf Menschen und verletzte 15, von denen sechs im Krankenhaus behandelt wurden. Die schwedische Polizei geht von einem Einzeltäter aus und schloss einen terroristischen Tathintergrund sowie einen Zusammenhang mit Bandenkriminalität aus. Sie ermittelt wegen Mord, Brandstiftung und Verstoß gegen das Waffengesetz. Laut dem Sender TV4 war Andersson der Polizei zuvor nicht bekannt. 
Nach der Tat gab die Identifizierungsabteilung der Polizei die Identität der 11 Toten bekannt. Neben dem Täter handelt es sich um sieben Frauen (32, 38, 46, 52, 54, 55, 68 Jahre) und drei Männer (28, 31, 48 Jahre). Nach Informationen der schwedischen Fernsehgesellschaft SVT hat die Mehrheit der Opfer einen ausländischen Hintergrund mit Wurzeln in Syrien, Iran, Eritrea und Somalia. Daher gibt es Spekulationen über ein rassistisches Tatmotiv.